# Kim Polling
Pour les articles homonymes, voir Polling.
Kim Polling, née le 8 février 1991 à Zevenhuizen, est une judokate néerlandaise en activité évoluant dans la catégorie des moins de 70 kg. Depuis avril 2024, elle représente l'Italie.

## Biographie
Diagnostiquée dans son enfance TDAH, Kim Polling déclare que ses troubles sont une des raisons qui l'ont poussée à faire du judo,.
Kim Polling est médaillée d'or aux Championnats d'Europe de judo 2013, 2014, 2015 et 2018, et de bronze aux Championnats du monde de judo 2013 à Rio de Janeiro,.
Elle se fait éliminer dès son premier match du tournoi des Jeux olympiques de 2016 à Rio de Janeiro.

## Palmarès

### Compétitions internationales
| Année | Compétition           | Lieu           | Résultat | Catégorie         |
| ----- | --------------------- | -------------- | -------- | ----------------- |
| 2013  | Championnats d'Europe | Budapest       | 1re      | Moins de 70 kg    |
| 2013  | Championnats du monde | Rio de Janeiro | 3e       | Moins de 70 kg    |
| 2014  | Championnats d'Europe | Montpellier    | 1re      | Moins de 70 kg    |
| 2015  | Championnats d'Europe | Bakou          | 1re      | Moins de 70 kg    |
| 2018  | Championnats d'Europe | Tel Aviv       | 1re      | Moins de 70 kg    |
| 2021  | Championnats d'Europe | Lisbonne       | 5e       | Moins de 70 kg    |
| 2023  | Championnats du monde | Doha           | 3e       | Par équipes mixte |
| 2024  | Championnats du monde | Abou Dabi      | 3e       | Par équipes mixte |